# Filip Dzierżawski
Filip Paweł Dzierżawski (ur. 1 marca 1977 w Warszawie) – polski reżyser i scenarzysta filmowy. 

## Życiorys
Ukończył studia na Wydziale Reżyserskim Akademii Filmu i Telewizji oraz z zakresu psychologii społecznej w Szkole Wyższej Psychologii  Społecznej w Warszawie.
Tworzy filmy dokumentalne, teledyski, spoty telewizyjne. Autor scenariusza i współreżyser programu telewizyjnego „Łossskot”.
Za „Miłość” otrzymał m.in. główną nagrodę 53. Krakowskiego Festiwalu Filmowego (2013), nominację do Polskiej Nagrody Filmowej w kategorii „najlepszy film dokumentalny” (2014) oraz do Gwarancji Kultury TVP Kultura (2014).
Członek Stowarzyszenia Filmowców Polskich.

## Twórczość
- 2011 – Fanatycy, film dokumentalny – reżyser, scenarzysta[3]
- 2013 – Miłość, film dokumentalny – reżyser, scenarzysta, operator kamery[2]
- 2017 – Nazywam się Julita, film dokumentalny – reżyser, scenarzysta[2]